# In hac tanta
In hac tanta (en español, En medio de tantas [tribulaciones]) es la 4ª encíclica de Benedicto XV, fechada el 14 de mayo de 1919, el quinto año de su ponificado, dirigida a los arzobispos y obispos de Alemania con ocasión del XII centenario del comienzo de la delegación apostólica a aquel país de San Bonifacio.

## Contexto histórico
Bonifacio (680-754), nació en Crediton (Devoshire, en Inglaterra) y profesó en la orden de San Benito a los 30 años. Deseando la conversión de los germanos, y tras un primer intento en 715 que le llevó a Frisia y que debió abandonar por las guerras que enfrentaba al rey de los frisones con Carlos Martel, rey de los francos. Viajó a Roma, donde expuso sus deseos a Gregorio II que en 718 le encargó la misión de evangelizar y organizar la iglesia en Alemania.
Su labor en Turingia, Hesse y Frisia conduce a la fe y al bautismo a millares de germanos; en 720 acude a Roma donde informa al papa del desarrollo de la iglesia en Alemania, en esa ocasión, el papa le nombra obispo de aquella iglesia. En 738, regresa de nuevo a Roma, donde el papa GregorioI III, sucesor de Gregorio II, le nombra arzobispo y delegado apostólico en aquellas tierras.
Continuó su labor evangelizadora hasta su muerte, el 5 de junio de 754 acaecida cuando, cercano a los 70 años, atravesaba Flandes, posiblemente dirigiéndose a Frisia, a cuya evangelización nunca renunció; en un lugar -a unos 40 km de Dunkerke- él con todos sus compañeros fueron asesinados.

## Contenido de la encíclica
En el mismo inicio de la encíclica el papa destaca la difícil situación social en la que se celebra el duodécimo centenario de la delegación apostólica de San Bonifacio en Alemania.

In hac tanta aerumnarum atque angustiarum mole, quae ultra modum acerbissimi» hisce temporibus Nos undique premunt, - «praeter illa quae extrinsecus sunt, instantia mea quotidiana, sollicitudo omnium ecclesiarum», ut apostolicis verbis utamur, maiore nuper sollicitudine gravioribusque curis prosecuti sumus, dilecte Fili Noster et venerabiles Fratres, repentinos illos casus ac turbulentissimos rerum publicarum motus, qui apud vestros finitimosque populos acciderunt, quique adhuc suspensos tenent animos expectatione futuri.
En medio de tantas tribulaciones y dificultades que en estos tiempos tan difíciles nos oprimen en todas partes y, para usar las palabras del Apóstol, - «además de los que vienen de afuera, mi acoso diario, ese es el preocupación por todas las iglesias» hemos seguido con la aprensión más profunda, amado Hijo y Venerables Hermanos, los inesperados y turbulentos sucesos que han producido junto a vuestras poblaciones y que aún mantienen los espíritus en suspenso en cuanto al futuro.
Inicio de la encíclica In hac tanta

Enseguida pasa a comentar -como en un coloquio con los obispos a los que se dirige, tal como señala en la propia encíclica- la historia de unión con el papa de la iglesia de Alemania, que tiene su origen en el encargo que el papa Gregorio II hizo a Bonifacio para que como delegado apostólico evanglizara a los pueblos de aquella gran región, tal como se recoge en la carta que el papa le entregó y cuyo texto se ha transmitido:

El propósito que nos has manifestado nos muestra tu ardiente amor por Cristo, así como tu límpida claridad y probadísima fe, Nos exige -dijo- que te utilicemos como colaborador para la propagación de la palabra divina, cuyo cuidado nos compete por la gracia de Dios.
Encíclica In hac tanta, AAS vol. XI, p. 213, cita la 'Epístola Exigit manifestando de Gregorio II

Abundantes documentos muestran un intercambio continuo de correspondencia entre Bonifacio y el papa, también con sus sucesores -Gregorio III, Zacarías y Esteban II- que le confirmaron en la delegación apostólica que ejercía, siendo además nombrado arzobispo. Benedicto XV resalta en al encíclica, como Bonifacio, mantuvo hasta el último momento de su vida la atención a la grey que tenía encomendada y la evangelización de los pueblos a los que aun no había llegado la fe, pues en su alma había arraigado firmemente la antigua tradición de la Iglesia:

lo que el mártir Cipriano, testigo de la antigua tradición de la Iglesia, afirmó firmemente: «Dios es uno, Cristo es uno, y una es la Iglesia como una es la sede fundada sobre Pedro por boca del Señor»; lo que incluso Ambrosio, gran Doctor de la Iglesia, repitió: «¿Dónde está Pedro, allí está la Iglesia? donde está la Iglesia, la muerte no existe sino la vida eterna»; finalmente, lo que Jerónimo enseñó sabiamente: «La salvación de la Iglesia está en la autoridad del Sumo Pontífice, y si no se le asigna un poder superior e indiscutible, en las iglesias habrá tantos herejes como sacerdotes».
Encíclica In hac tanta, AAS vol. XI, p. 217

Estos ejemplos del santo llevan a que el papa pase a mostrar en la encíclica cómo la caridad de Bonifacio, que no se limitó a las tierras alemanas, pues se dirigió a todos los pueblos y de esta actitud nació "la fe religiosa, la prosperidad y la convivencia civil para los alemanes", y como la caridad es origen de todos los bienes, al papa hace votos para que en la sociedad alemana, atormentada por los conflictos sociales, habiendo restaurado los derechos y las leyes divinas "florezca de nuevo la caridad cristiana para poner fin a las guerras y los odios".
El papa concluye la encíclica concediendo la posibilidad de que en todas las iglesia de Alemania se pueda celebrar dentro de los meses de junio y julio, y durante los tres día que se dediquen la conmemoración del centenario. la misa de San Bonifacio; que el día de la fiesta los obispos impartan, personalmente o por un delegado, la bendición papal, y que los fieles que visiten las iglesias de Alemania el día en que se celebre el centenario, lucren indulgencia plenaria.